# Straßenbahn Forbach
Die ehemalige Straßenbahn Forbach verband die Stadt Forbach in Lothringen mit den Grenzorten an der lothringisch-preußischen Grenze.
Die Kleinstadt Forbach im französischen Département Moselle, gehörte bis 1919 zum deutschen Reichsland Elsaß-Lothringen. Sie hatte durch eine Haupteisenbahnstrecke Zugverbindungen seit 1851 nach Metz und seit 1852 nach Saarbrücken; im Bahnhof hielten täglich auch Schnell- und Eilzüge.

## Geschichte
Als zu Beginn des 20. Jahrhunderts das Bedürfnis nach einer Verdichtung des Schienennetzes aufkam, veranlasste die Stadt Forbach – mit damals etwa 9000 Einwohnern – den Bau einer elektrischen Straßenbahn durch die Frankfurter Unternehmung Felten & Guilleaume-Lahmeyer. Sie führte in westlicher Richtung über den Stadtteil Marienau, wo sich das Depot befand, nach Kleinrosseln (circa sechs Kilometer), wo jenseits der Grenze in Großrosseln die Endstation einer Völklinger Straßenbahnlinie war. 
Nach Osten verlief die Bahn zunächst bis Stieringen-Wendel (zirka drei Kilometer). Beide Teilstrecken wurden am 31. März 1911 eröffnet. Insgesamt umfassten die meterspurigen Strecken eine Länge von 8,6 Kilometern. Der Fahrzeugpark bestand damals aus sieben Triebwagen und vier Beiwagen, wurde aber nach und nach auf neun Triebwagen und acht Beiwagen aufgestockt.
Nach der Wiedereingliederung des Bezirks Lothringen in die Französische Republik im Jahre 1919 firmierte die Bahn als „Tramways de la Ville de Forbach“ (TVF). Am 8. Juni 1930 wurde die östliche Strecke bis zur Goldenen Bremm verlängert, wo jenseits der Landesgrenze seit 1929 die Endstation der Linie 7 der „Gesellschaft für Straßenbahnen im Saartal“ lag.
Als Lothringen während des Zweiten Weltkrieges unter deutscher Verwaltung stand, ordnete der Reichskommissar für das CdZ-Gebiet Lothringen im Herbst 1940 an, dass die Straßenbahn der Stadt Forbach, die als eine Art Vorort von Saarbrücken angesehen wurde, von den Saartalbahnen übernommen werden sollte.
Nachdem an der Goldenen Bremm eine Gleisverbindung hergestellt worden war, nahm zunächst die „Straßenbahnlinie E“ den Betrieb von Saarbrücken Hauptbahnhof über Stieringen-Wendel nach Forbach auf. Diese Linie erhielt ab 10. April 1941 die Nummer 11. Gleichzeitig fuhr eine neue Linie 12 von Saarbrücken Hauptbahnhof über Forbach bis Klein Rosseln; sie wurde aber ab 20. April 1942 auf den Abschnitt Forbach – Klein Rosseln beschränkt. 
Wegen der Annäherung der alliierten Truppen musste der Straßenbahnbetrieb in Forbach am 6. Oktober 1944 vorübergehend und am 28. November 1944 endgültig eingestellt werden. Die Kriegsschäden an den Bahnanlagen waren so erheblich, dass die Betriebsleitung am 28. November 1945? entschied, die Straßenbahn nicht wiederherzustellen, sondern zunächst durch Kraftomnibusse und später durch einen Oberleitungsbus zu ersetzen.
Am 19. Mai 1951 nahmen vier VETRA-Oberleitungsbusse den Betrieb auf der Strecke Klein-Rosseln–Forbach–Goldene Bremm auf. Auch die Stadt Völklingen ersetzte ihre Straßenbahn nach Groß Rosseln am 19. April 1959 durch eine Obuslinie. Deren Endschleife lag auf französischem Gebiet. Am 4. Juni 1967 endete hier der Obusbetrieb wieder. Auch der Forbacher Obus stellte seinen Verkehr am 1. November 1969 ein. Heute verkehren in Forbach acht Stadtbuslinien und eine Buslinie nach Saarbrücken.